# Castelló de la Plana
Castelló de la Plana (valencianskt uttal: [kasteˈʎo ðe la ˈplana], spanska: Castellón de la Plana [kasteˈʎon de la ˈplana]) är en stad och kommun i den autonoma regionen Valencia i östra Spanien. Staden ligger cirka 64,5 kilometer nordost om Valencia. Castelló de la Plana är huvudort i provinsen Castelló. Kommunen har 180 379 invånare (2024), på en yta av 111,33 km².
Kommunen omfattar även den obefolkade ögruppen Islas Columbretes, som är belägen cirka 50 kilometer utanför kusten. Staden är belägen mitt på spanska ostkusten mot Medelhavet, på Costa del Azahar i Levante. I staden finns ett universitet och hamn för industri och fiskenäring. Staden grundades år 1251 genom ett "Carta Puebla", stadsprivilegium utfärdat av kung Jakob I av Aragonien.
Strax sydväst om Castelló de la Plana ligger Vila-real (spanska: Villarreal) som hyser fotbollslaget Villarreal CF i Spaniens högsta division La Liga. Orten Grau de Castelló (spanska: Grao de Castellón) ligger cirka 4,5 kilometer öster om Castellós innerstad, precis vid Medelhavets rand. Här ligger även Castellós stora hamn, oljeraffinaderier och diverse terminaler. Runt Castelló trängs citrusodlingar med fabriker, framför allt keramik- och möbeltillverkning.
Castelló de la Planas största lokala dagstidning är El Periodico Mediterraneo, följt av lokalversionen av Levante-EMV Castellón.
Golfspelaren Sergio García Fernández är född i Castelló de la Plana.

## Orter
Orter (núcleos) i kommunen Castelló de la Plana (inom parentes invånarantal 1 januari 2023):

- Castelló de la Plana (148 385)
- Grau de Castelló (15 324)

## Kommunikationer
Från staden går det tågförbindelser mot Valencia i söder samt Zaragoza och Barcelona i norr. En internationell flygplats, Aeropuerto de Castellón-Costa Azahar, byggdes mellan 2004 och 2011. Den trafikeras reguljärt sedan september 2015. Hamnen är främst för industribruk, men det finns en marina för fritidsbåtar samt kommersiella båtutflykter till exempelvis den lilla ögruppen Islas Columbretes.